# Alcaine (Teruel)
Alcaine ist eine spanische Gemeinde in der Provinz Teruel, die zur Autonomen Region Aragonien gehört. Sie ist Teil der Comarca (Kreis) Cuencas Mineras. Alcaine hatte 2024 39 Einwohner. 

## Lage
Alcaine liegt circa 65 Kilometer nordnordöstlich der Provinzhauptstadt Teruel in einer Höhe von ca. 650 m. Im Gemeindegebiet liegt der Stausee Embalse de Cueva Foradada. Hier wird der Río Martín aufgestaut. 

## Bevölkerungsentwicklung
| Jahr      | 1970 | 1981 | 1991 | 2001 | 2011 | 2021 |
| Einwohner | 114  | 54   | 49   | 72   | 69   | 46   |

## Sehenswürdigkeiten
- Burgreste von Alcayne
- Marienkirche

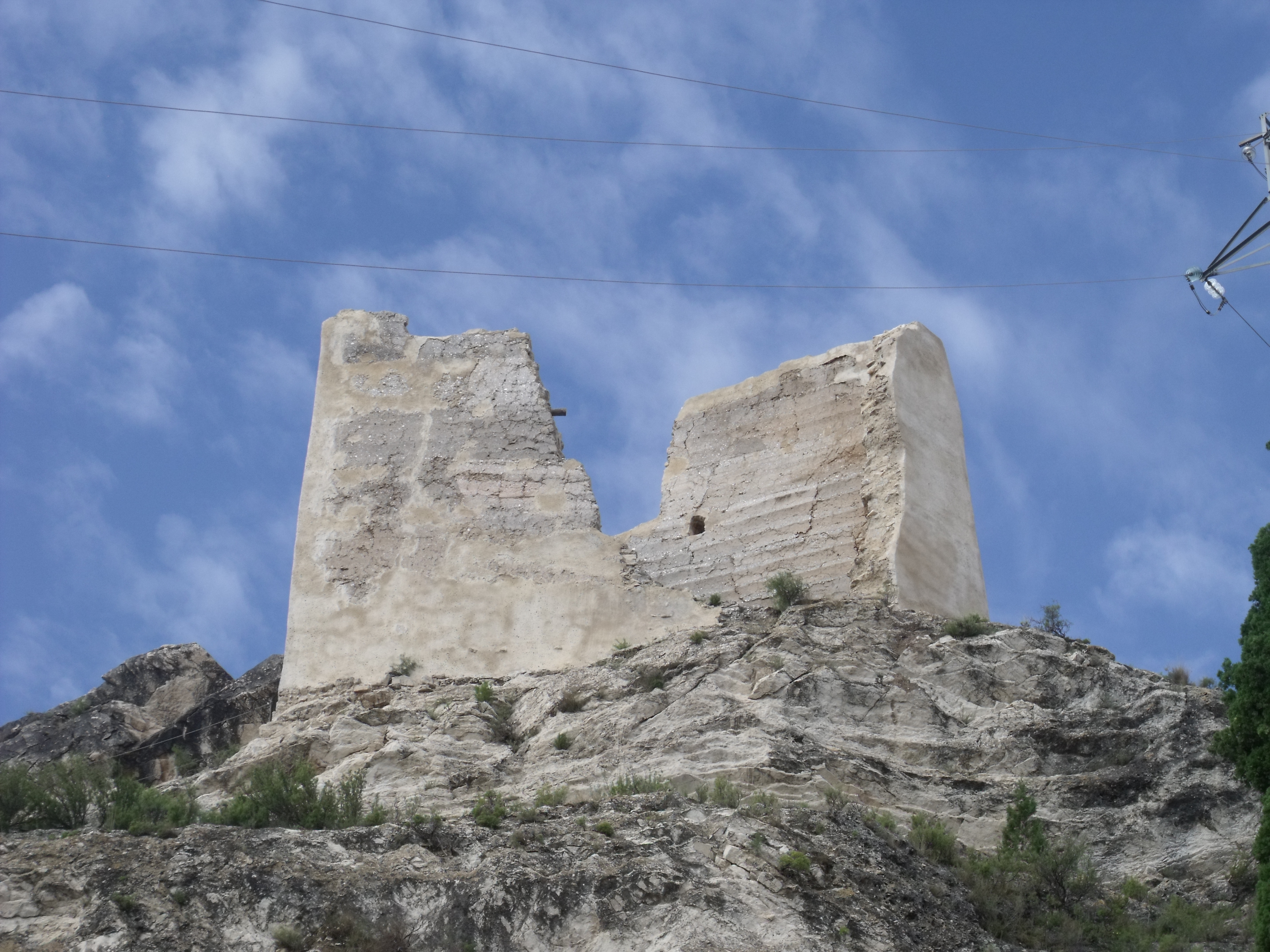
Burgreste
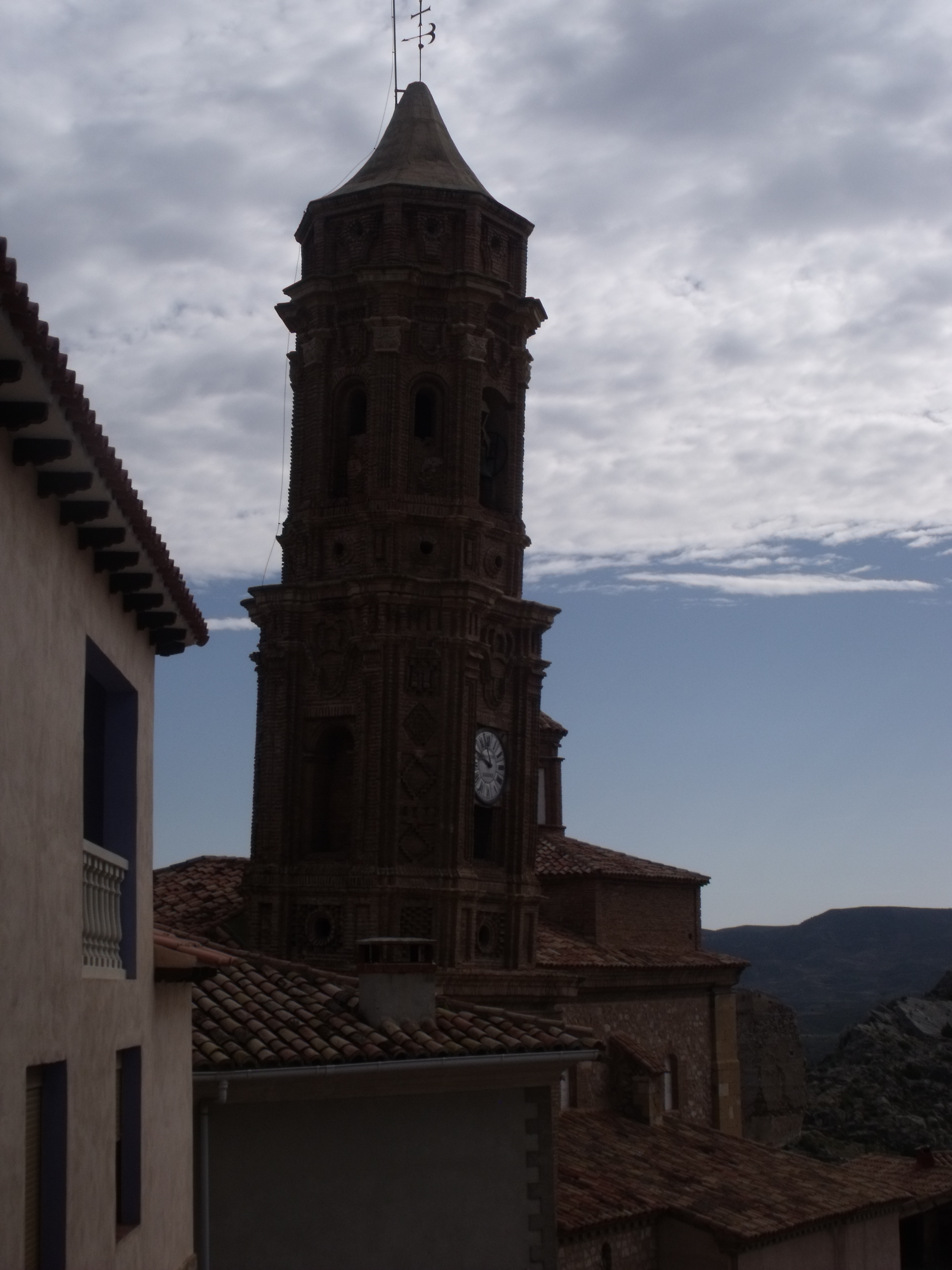
Marienkirche
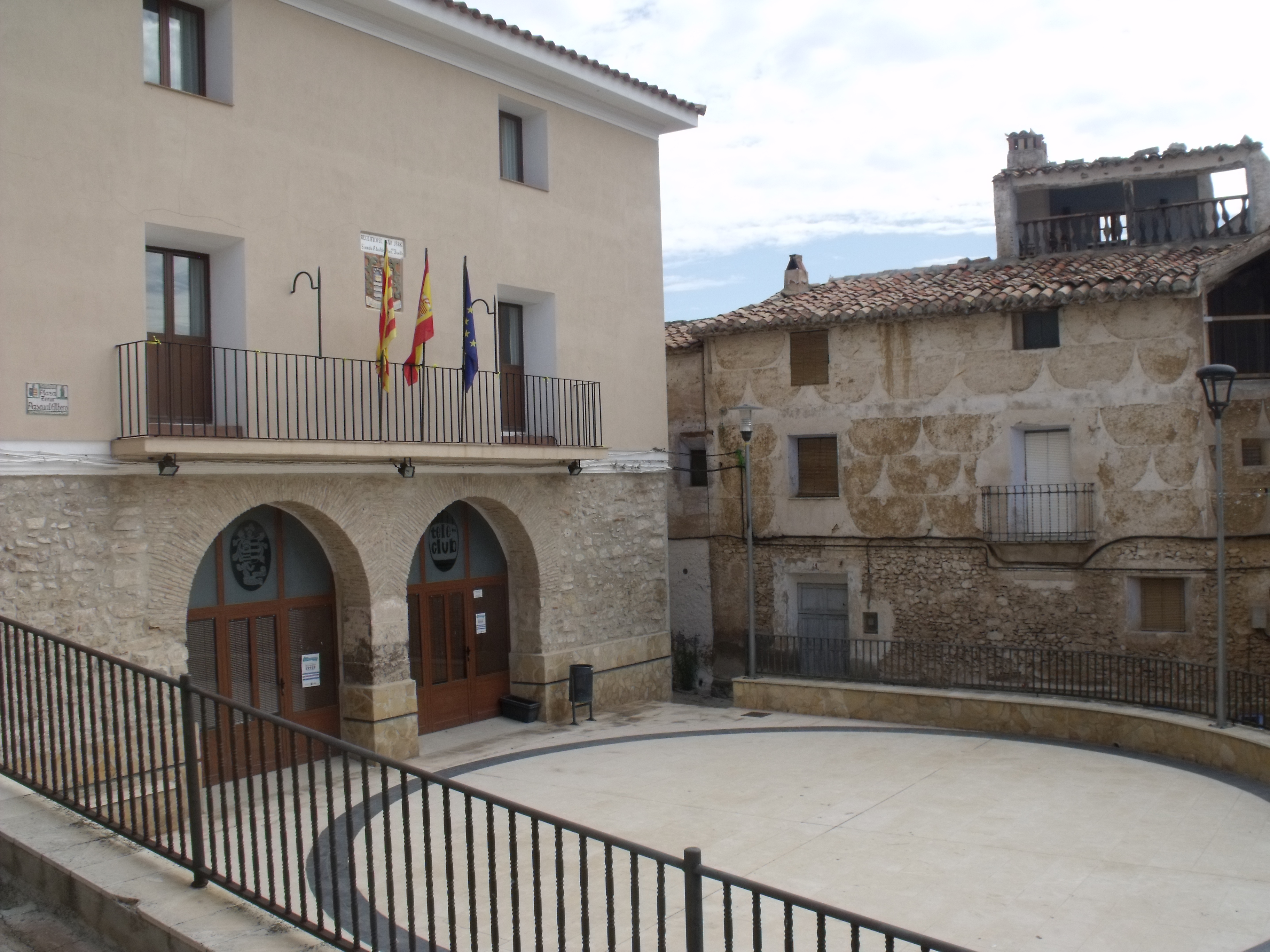
Rathaus